# ボルゴ・サン・マルティーノ
ボルゴ・サン・マルティーノ（伊: Borgo San Martino）は、イタリア共和国ピエモンテ州アレッサンドリア県にある、人口約1,400人の基礎自治体（コムーネ）。

## 地理

### 位置・広がり
| 隣接するコムーネは以下の通り。 - カザーレ・モンフェッラート - フラッシネート・ポー - オッチミアーノ - ポマーロ・モンフェッラート - ティチネート |

### 地震分類
イタリアの地震リスク階級 (it) では、4 に分類される
。